# Cristina Pereira
Ana Cristina Vieira Carmo Pereira  (* 8. März 1968 in Porto; † 30. Oktober 2009) war eine portugiesische Volleyball- und Beachvolleyballspielerin.

## Karriere
Cristina Pereira spielte bis 1995 Hallenvolleyball für Leixões SC, Castêlo da Maia und Boavista Porto und wurde fünfmal Portugiesischer Meister. 1994 debütierte sie im Sand und gewann mit ihrer langjährigen Partnerin Maria José Schuller die ersten Beachmeisterschaften ihres Heimatlandes. National waren die beiden auch in den folgenden Jahren konkurrenzlos und gewannen fünf weitere Titel. International waren sie auf der FIVB World Tour und auf europäischen CEV-Turnieren aktiv.
Pereira/Schuller nahmen an drei Weltmeisterschaften und drei Europameisterschaften teil. Bei den Olympischen Spielen 2000 in Sydney schieden die beiden Portugiesinnen im Achtelfinale gegen die Brasilianerinnen Sandra Pires/Adriana Samuel aus.
Am 30. Oktober 2009 starb Cristina Pereira nach einem langen Krebsleiden.